# Свічка (фільм)
«Свічка» («Свеча») — радянський художній фільм 1991 року, знятий режисером Анатолієм Кудрявцевим на кіностудії «Білорусьфільм».

## Сюжет
Молодий художник, відчуваючи, що втрачає віру в себе, їде з міста до села. Там він зустрічається з дивовижними людьми, головним багатством яких є душа і відбувається його моральне очищення. Ось тоді йому відкривається істина про людину, її призначення. До нього приходить кохання. Він повертається до себе…

## У ролях
- Лев Борисов — Євланя
- Валерій Легін — Володимир
- Віра Ліпсток — баба Маня
- Адольф Шестаков — Михайло Кирсійович
- Валерія Лиходєй — Анна
- Сергій Скрипкін — Генка
- Всеволод Платов — клієнт
- Ігор Леньов — Сергій
- Заза Чичінадзе — епізод

## Знімальна група
- Режисер — Анатолій Кудрявцев
- Сценаристи — Володимир Крупін, Анатолій Кудрявцев
- Оператор — Анатолій Зубрицький
- Композитор — Станіслав Пожлаков
- Художник — Володимир Чернишов